# JSTOR
JSTOR (phát âm JAY-stor;, viết tắt từ Journal Storage) là một thư viện điện tử được thành lập năm 1995. Ban đầu nó chứa những kỳ cũ được số hóa của các tập san học thuật, hiện nay nó còn bao gồm sách và các nguồn sơ cấp, cũng như các kỳ hiện tại của các tập san. Thư viện này cung cấp bản toàn văn của khoảng 2.000 tập san
Hơn 8.000 cơ quan nghiên cứu ở hơn 160 quốc gia có thể truy cập JSTOR; hầu hết truy cập ở dạng thuê bao, nhưng các nội dung công cộng cũ hơn được phát hành miễn phí cho tất cả mọi người, và vào năm 2012 JSTOR đưa ra một chương trình cung cấp truy cập hạn chế không tính phí đối với các bài viết cũ cho các học giả và nghiên cứu cá nhân đã đăng ký vào hệ thống.